# Indien i olympiska sommarspelen 1976
Indien deltog i de olympiska sommarspelen 1976 med en trupp bestående av 26 deltagare, samtliga män, vilka deltog i tio tävlingar i fem sporter. Ingen av landets deltagare erövrade någon medalj.

## Boxning
Fjädervikt
- Rai Sik 
  - Förlorade i första omgången.

Lätt weltervikt
- - Förlorade i första omgången.

## Friidrott
Herrarnas 800 meter
- Sriram Singh
  - Heat — 1:45,86
  - Semifinal — 1:46,42
  - Final — 1:45,77 (→ 7:e plats)

Herrarnas 10 000 meter
- Hari Chand
  - Heat — 28:48,72 (→ gick inte vidare)

Herrarnas längdhopp
- T. C. Yohannan
  - Heat — 7,67m (→ gick inte vidare)

Herrarnas maraton
- Shivnath Singh — 2:16:22 (→ 11:e plats)

## Landhockey
Gruppspel
| Placering | Lag           | Poäng | P | W | D | L | GF | GA |
| --------- | ------------- | ----- | - | - | - | - | -- | -- |
| 1         | Nederländerna | 10    | 5 | 5 | 0 | 0 | 11 | 3  |
| 2         | Australien    | 6     | 5 | 3 | 0 | 2 | 14 | 6  |
| 3         | Indien        | 6     | 5 | 3 | 0 | 2 | 12 | 9  |
| 4         | Malaysia      | 4     | 5 | 2 | 0 | 3 | 3  | 7  |
| 5         | Kanada        | 2     | 5 | 1 | 0 | 4 | 4  | 11 |
| 6         | Argentina     | 2     | 5 | 1 | 0 | 4 | 4  | 12 |